# Pachymelus bicolor
Pachymelus bicolor är en biart som beskrevs av Henri Saussure 1890. Pachymelus bicolor ingår i släktet Pachymelus och familjen långtungebin. Inga underarter finns listade i Catalogue of Life.